# Брунтал (Баварска)
Брунтал (њем. Brunnthal) град је у њемачкој савезној држави Баварска. Једно је од 29 општинских средишта округа Минхен. Према процјени из 2010. у граду је живјело 4.809 становника. Посједује регионалну шифру (AGS) 9184114.

## Географски и демографски подаци
Брунтал се налази у савезној држави Баварска у округу Минхен. Град се налази на надморској висини од 592 метра. Површина општине износи 26,9 km². У самом граду је, према процјени из 2010. године, живјело 4.809 становника. Просјечна густина становништва износи 179 становника/km².